# Elzear Salemma
Elzear de Jesús Salemma Báez (Asunción, 28 de marzo de 1958) es un político y empresario paraguayo. Dirige una cadena de supermercado en su país. Ha sido presidente de la Cámara Paraguaya de Supermercados.
Actualmente forma parte de la Cámara de Comercio Paraguayo-Americana, como miembro permanente y es director de la Asociación Latinoamericana de Supermercados.
Fue elegido por la Universidad Americana y el Centro de Liderazgo Estretegico del Paraguay(CLEP) como líder gremial, durante el certamen Líderes del Paraguay (2009). Salemma es conocido por ser un ferviente promotor de las expresiones artísticas de su país, tal es el caso que ha financiado la publicación de libros y materiales de autores paraguayos.

## Antecedentes personales
Huérfano de padre a los siete años de edad, impulsado por la necesidad, comenzó a trabajar a los doce años como ordenanza. A los quince años vendía libros, carteras de casa en casa, sistemas de fondos mutuos y todo lo que se le permitiera. También trabajaba los domingos como cajero en un hipódromo de Asunción.
A los dieciséis años, culminó sus estudios secundarios, y a los diecisiete cursaba la Facultad de Economía. Cumplidos los veintiún años de edad y aunque para la legislación paraguaya de aquellos años era menor, consiguió el permiso de un juez de menores, e hizo un préstamo de 400 000 guaraníes, vendió su auto y fundó su propia empresa distribuidora. Alquiló una oficina en el centro de la ciudad bautizándolo con el nombre Salemma & Cía., para aparentar una gran organización, en ese entonces, solo fruto de sus sueños, siendo él el único vendedor, repartidor y telefonista. Tiempo después, contrató a un vendedor con quien salía a ofrecer los productos de lunes a miércoles. La noche del miércoles se facturaban. Los jueves se hacía las entregas en un primer camión ya propio. Una semana al mes, con el camión lleno de mercaderías, se iba al interior del país. El objetivo era vender todo, y hasta que el objetivo no estaba cumplido no regresaban.

## Familia
Salemma, cuyo bisabuelo libanés vino al Paraguay en 1882, tiene ocho hijos: Elba, Daniel, Berenice, Salim, Rebeca, Selma, Marcos, Said y Nahir.
Perdió a su padre a la edad de siete años. Su padre, Elzear de Jesús Salemma Franco, había nacido en 1915, en Barrero Grande, actual ciudad de Eusebio Ayala (Paraguay). Tenía un taller de plomería, fabricación e instalación de ductos para acondicionadores de aire centrales, y falleció en el año 1965 a los cincuenta años de edad.
Su madre, Concepción Báez de Salemma, nació en Asunción en el año 1925 y quedó viuda muy joven y criando a sus hijos con mucho esfuerzo, falleció en 1996 a los setenta años de edad. El incondicional apoyo de su madre, esposa e hijos que lo alentaron siempre en cada una de sus decisiones, llevó a Elzear Salemma a exitosos emprendimientos.

## Participación política
Salemma se lanzó oficialmente a la política el 10 de noviembre de 2009 con un movimiento independiente dentro de la ANR denominado Movimiento Pujanza Republicana, presentando su precandidatura presidencial para las elecciones generales del 2013. Previo a las elecciones presidenciales, Salemma participó de las internas del Partido Colorado, del que se declara afiliado desde la edad de catorce años.
En declaraciones a la prensa de su país, Salemma afirmó respecto a sus motivaciones y destacó que en primer lugar está “el profundo deseo de ayudar a los paraguayos para conseguir la prosperidad". Anunció que presentaría un plan de gobierno, no simplemente para buscar votos, sino para proponer proyectos posibles de hacer y que lo más importante sería “decir cómo se harán”.